# In nome della patria
In nome della patria (Во имя Родины) è un film del 1943 diretto da Vsevolod Illarionovič Pudovkin e Dmitrij Ivanovič Vasil'ev.